# Futsal Club béthunois
Maillots
Actualités
Le Futsal Club Béthunois, communément appelé Béthune Futsal, est un club français de futsal fondé en 2002 et basé à Béthune (Pas-de-Calais).
Le club intègre le championnat de France de futsal en 2010. Il y débute par deux secondes places de son groupe, avant de voir ses résultats stagner en milieu de classement, une fois le maintien en Division 1 à poule unique acquis en 2013. L'équipe ne se qualifie qu'une fois pour la phase finale à l'occasion de la saison 2016-2017. Le club n'est jamais l'auteur d'une performance remarquée en Coupe de France.
Le Béthune Futsal dispute ses matchs à domicile au complexe Henri Louchart, et y évolue en jaune et bleu. Le club est présidé par Salvator Cannetti depuis 2014. Depuis le début de la saison 2010-2011, l'équipe première est entraînée par son fils Aldo et évolue en première division pour la saison 2020-2021. 

## Histoire

### Genèse (2002-2010)
Le Futsal Club béthunois est le premier club de futsal créé en Artois. Salvatore Cannetti, son président, raconte « à la base, quand nous avons créé le club, c’était plus pour le côté loisir, il n’y avait même pas de championnat de futsal en Artois ».
Pour la saison 2007-2008, Yannick Ansart devient entraîneur-joueur de l'équipe qui rate la montée.
Le club est promu en Championnat de France de futsal au terme de la saison 2009-2010 et Yannick Ansart prend sa retraite des terrains.

### Dans l'élite français (depuis 2010)
Pour sa première saison dans l'élite français, Aldo Cannetti, membre fondateur du club avec son père et ancien joueur de l'équipe, prend la gestion de l'équipe première. Celle-ci se qualifie pour la phase finale, en terminant 2e de son groupe avec neuf point d'avance sur l'AJM Faches-Thumesnil mais à vingt points du premier et futur champion de France, le Sporting Paris. En demi-finale, Béthune affronte le vainqueur de l'autre groupe, le Paris Métropole Futsal, et s'incline 4-0.
Lors de l'exercice 2011-2012, l'équipe réalise la même performance : second, à 21 points du Sporting mais seulement trois devant le Garges Djibson ASC. Pour cette édition, seule une finale oppose les vainqueurs de groupe.
En 2012-2013, Béthune termine quatrième sur douze de la poule A du championnat de France. L'équipe conclut la compétition à seulement trois points du septième et premier relégué dans la nouvelle Division 2. 
Pour la saison 2013-2014, l'équipe emmenée par Aldo Cannetti échoue en quart de finale de la Coupe de France et termine 4e de la nouvelle Division 1 à poule unique. En 2014, le club compte 120 licenciés et neuf équipes dont huit engagées en compétition.
Sur l'exercice 2014-2015, le groupe béthunois se hisse à nouveau en quart de finale de la Coupe nationale mais descend à la septième place à la fin du championnat, à dix-sept points des play-offs et huit de la relégation.
L'année 2015-2016 voit à nouveau l'équipe finir au classement avec une neuvième place finale dans la poule de douze clubs, à dix points d'une descente en D2. Le groupe d'Aldo Cannetti tombe encore en quart de finale de la Coupe de France.
Pour la saison 2016-2017, le Béthune Futsal réagit et se qualifie pour la phase finale, en concluant celle régulière à la quatrième place. Bien qu'à égalité de point avec le troisième, le promu Montpellier MF, le FCB doit affronter le premier Garges Djibson en demi-finale et s'incline 6-4. L'équipe est éliminé en quart de finale de la Coupe nationale pour la quatrième année consécutive.
En 2017-2018, pour sa huitième saison dans l'élite, le club retombe en neuvième position finale, à cinq points de la zone rouge.
En mars 2019, le FCB signe un partenariat avec le RC Lens. Déjà fait avec plusieurs clubs de football locaux, le RCL apporte ainsi son savoir-faire tout en gardant un œil sur les talents à potentiel. Durant la Division 1 2018-2019, Béthune est la quatrième plus ancien club de l'élite. Il termine en milieu de tableau, à la sixième place à onze points des play-offs et treize de la relégation.

## Structure du club

### Statut du club et des joueurs
Le Futsal club béthunois est affilié à la Fédération française de football, qui régit le futsal en France, sous le numéro 850372. Le club réfère à la Ligue régionale des Hauts-de-France et du District départemental artois.
Les joueurs ont soit un statut bénévole, amateur ou de semi-professionnel sous contrat fédéral.

### Salles
Le Futsal Club béthunois a accès, pour ses matchs, aux salles Henri-Louchart-Cib et Victor-Hugo, mais aussi à celle Pierre-de-Coubertin de Lens.
Pour la saison 2018-2019, la salle Henri-Louchart, où évolue principalement le club, est fermée pour travaux. La ville de Lens met alors à disposition les installations à la Halle Pierre de Coubertin pour les rencontres de Division 1. En septembre 2019, le club investi le nouveau Palais des sports de Béthune.

### Aspects économiques, financiers et digitaux
En 2012, le député André Flajolet apport son soutien en vue de l'obtention de la subvention de 12 000 € du ministère de la Jeunesse et des Sports et des 2 000 € issus sur son enveloppe parlementaire personnelle soit au total 14 000 €. L'année suivante, le maire de Béthune, Stéphane Saint-André, octroie 4000 € de sa réserve parlementaire pour l'acquisition d'équipements.
Le budget de la saison 2012-2013 est de 60 000 euros. « Dans ce système, le joueur le plus payé émarge à 23 000 euros par an », explique le président Michel Gambart.
Le budget de la saison 2013-2014 est de 120 000 euros, dont moins de la moitié, aux dires de l’entraîneur, concerne l’équipe première.

Le Béthune Futsal a, depuis maintenant plusieurs années, compris l'importance de la communication digitale pour son développement et sa relation avec le public. Il a ainsi, engagé depuis 2021, Thimothée Farcy dans le pôle communication. C'est ainsi que le club a pu se développer sur les différents réseaux sociaux Facebook et Instagram. Ces derniers se sont développés avec notamment 250 abonnés (mars 2023) sur le compte instagram. Timothée Farcy, fort de sa formation France 2023, a travaillé sur une nouvelle charte graphique pour le club, réalisant notamment des visuels par le biais de sa société TF.

## Palmarès

### Titres et trophées
Le Béthune Futsal intègre le championnat de France dès sa seconde édition et s'y maintient ensuite. Le club ne remporte pas de trophée mais connaît plus de dix saisons dans l'élite du futsal français.
La section féminine termine quatrième de la première édition du Challenge national en 2022-2023.

### Bilan par saison
| Saison    | Championnat               | Championnat | Championnat | Championnat | Championnat | Championnat | Championnat | Championnat | Championnat | Championnat | Championnat  | Coupe de France               | Entraîneur                   |
| Saison    | Division                  | Class.      | Pts         | M           | V           | N           | D           | Bp          | Bc          | Diff.       | Phase finale | Coupe de France               | Entraîneur                   |
| --------- | ------------------------- | ----------- | ----------- | ----------- | ----------- | ----------- | ----------- | ----------- | ----------- | ----------- | ------------ | ----------------------------- | ---------------------------- |
| 2007-2008 |                           |             |             |             |             |             |             |             |             |             | -            |                               | Yannick Ansart               |
| 2008-2009 |                           |             |             |             |             |             |             |             |             |             | -            |                               | Yannick Ansart               |
| 2009-2010 |                           |             |             |             |             |             |             |             |             |             | -            | Phase qualificative nationale | Yannick Ansart               |
| 2010-2011 | Champ. de France - grp. A | 2e/12       | 58 pts      | 20          | 12          | 3           | 5           | 97          | 67          | +30         | demi-finale  | finale régionale              | Aldo Cannetti                |
| 2011-2012 | Champ. de France - grp. A | 2e/12       | 65 pts      | 22          | 14          | 1           | 7           | 104         | 71          | +33         | -            | ?                             | Aldo Cannetti                |
| 2012-2013 | Champ. de France - grp. A | 4e/12       | 55 pts      | 20          | 11          | 2           | 7           | 110         | 97          | +13         | -            | ?                             | Aldo Cannetti                |
| 2013-2014 | Division 1                | 4e/13       | 61 pts      | 24          | 12          | 1           | 11          | 112         | 120         | -8          | -            | Quart de finale               | Aldo Cannetti                |
| 2014-2015 | Division 1                | 7e/11       | 41 pts      | 20          | 6           | 3           | 11          | 71          | 92          | -21         | -            | Quart de finale               | Aldo Cannetti                |
| 2015-2016 | Division 1                | 9e/12       | 45 pts      | 22          | 7           | 1           | 13          | 86          | 95          | -9          | -            | Quart de finale               | Aldo Cannetti                |
| 2016-2017 | Division 1                | 4e/11       | 42 pts      | 20          | 14          | 0           | 6           | 83          | 63          | +20         | demi-finale  | Quart de finale               | Aldo Cannetti                |
| 2017-2018 | Division 1                | 9e/13       | 26 pts      | 24          | 7           | 5           | 12          | 75          | 82          | -7          | -            | 32e de finale                 | Aldo Cannetti                |
| 2018-2019 | Division 1                | 6e/12       | 31 pts      | 22          | 10          | 1           | 11          | 86          | 86          | 0           | -            | 16e de finale                 | Aldo Cannetti                |
| 2019-2020 | Division 1                | 7e/12       | 19 pts      | 15          | 6           | 1           | 8           | 55          | 69          | -14         | -            | annulée                       | Aldo Cannetti                |
| 2020-2021 | Division 1                | 10e/12      | 20 pts      | 22          | 6           | 2           | 14          | 65          | 97          | -32         | -            | non jouée                     | Aldo Cannetti                |
| 2021-2022 | Division 1                | 8e/10       | 19 pts      | 18          | 6           | 1           | 11          | 65          | 72          | -7          | -            | 16e de finale                 | Aldo Cannetti                |
| 2022-2023 | Division 1                | 9e/11       | 16 pts      | 20          | 4           | 4           | 12          | 63          | 95          | -32         | -            | Quart de finale               | Yannick Ansart Aldo Cannetti |

## Personnalités du club

### Dirigeants
| Période     | Nom                |
| ----------- | ------------------ |
| 2002 - 2003 | ?                  |
| 2003 - 2013 | Michel Gambart     |
| 2013 - 2014 | Vincent Cordonnier |
| depuis 2014 | Salvatore Canetti  |

À partir de 2003, Michel Gambart est le président du Béthune Futsal. Gambart est décrit comme un artisan de la réussite du club, avec Aldo Canetti et son père Salvatore, fondateurs du club. À la fin de la saison 2007-2008, alors que l'équipe vient de rater la montée, Gambart menace de quitter son poste afin de remobiliser les forces vives du club. En 2010, l'ex-international français, joueur et entraîneur du club, Yannick Ansart, devient conseiller du président. Un des créateurs de la Pataterie, Gambart donne de son argent personnel pour aider le club. En 2013, il déclare  « Tous les ans, je mettais 40 000 à 45 000 euros de ma poche ». En grande partie pour régler les salaires de l’entraîneur et du club.
En juillet 2013, Gambart est évincé lors d'une assemblée générale où il n'est pas présent, à la suite d'absences répétées. Vincent Cordonnier est élu à sa place.
En 2014, un des fondateurs du club et père de l'entraîneur de l'équipe première, Salvatore Canetti, est président.

### Entraîneurs
| Période         | Nom              |
| --------------- | ---------------- |
| 2002 à 2007     | ?                |
| 2007 à 2010     | Yannick Ansart   |
| 2010 à 2022     | Aldo Canetti     |
| juil.-nov. 2022 | Yannick Ansart   |
| nov. 2022-2023  | Aldo Canetti     |
| 2022-...        | Mohamed Nezlioui |

En 2007, Yannick Ansart, joueur international français évoluant au club, prend le double rôle d'entraîneur-joueur et rate la montée la première année. Il tient ce poste jusqu'en 2010 et la promotion en championnat de France. Il prend alors sa retraite des terrains et devient conseiller du président Michel Gambart.
Pour sa première saison dans l'élite français, Aldo Cannetti, membre fondateur du club avec son père et ancien joueur de l'équipe, prend la gestion de l'équipe première. Son rôle devient au fur et à mesure celui de manager du club, tandis que Yannick Ansart est mentionné comme entraîneur.
À l'été 2022, Yannick Ansart reprend la responsabilité de l'équipe de Division 1. Mais, dès novembre, il est démis de ses fonctions, à la suite d'une suspension de trois mois. Aldo Cannetti reprend la gestion du groupe quitté quelques mois plus tôt.

### Joueurs notables
En 2003, Yannick Ansart, alors joueur du Stade béthunois, fait le choix de passer au futsal et rejoint le FCB. Dès l'année suivante, il connaît sa première sélection en équipe de France de futsal. En 2007, il devient entraîneur joueur de l'équipe jusqu'en 2010 et la montée en championnat de France. Il prend alors sa retraite des terrains et devient conseiller du président Michel Gambart.
Pour la saison 2010-2011, le gardien Yassine Mohammed vient jouer au BF. Mi-novembre 2011, après de bonnes prestations au club, Yassine Mohammed connaît sa première sélection en équipe de France de futsal puis postule à une place en décembre pour les éliminatoires du championnat du monde 2012.
En 2020, l'international arménien Henrique Costa rejoint l'équipe en provenance du FC Kingersheim.
À l'été 2022, les internationaux suisse Gabriel Buckson et slovaque Kristán Medoň rejoignent le BF mais quittent le club dès la fin décembre suivant. Ils sont remplacés par Richard Rejala et Hugo Martinez, deux internationaux paraguayens.

### Effectif 2023-2024
Pour la saison 2023-24, le Béthune futsal prolonge son gardien expérimenté espagnol, Sergio Gomez. Plusieurs arrivées du Lille Métropole Futsal ont lieu : Mohamed Nezlioui au poste d’entraîneur ainsi que son adjoint Frédéric Deflandre, et les joueurs Selim Meziani et Mohamed Diaoune ainsi qu'Ali Dahmani, capitaine de l’équipe nationale algérienne, de retour à Béthune. L'effectif est aussi grossi de l’Espagnol Raul Villaverde (Kingersheim) et de Sofian Medjahed (international algérien, Mouvaux).

## Autres équipes
Pour la saison 2018-2019, le FCB compte une équipe réserve senior terminant championne de Régional 2, une équipe féminine aussi première de sa poule départementale et des équipes jeunes : U6, U9, U11, U13, U15, U18.